# Terras de Bouro
A Vila de Terras de Bouro é uma vila raiana portuguesa localizada na sub-região do Cávado, pertencendo à região do Norte e ao distrito de Braga.  
É sede do Município de Terras de Bouro que tem uma área total de 277,46 km2, 6.359 habitantes em 2021 e uma densidade populacional de 23 habitantes por km2, subdividido em 14 freguesias. O município é limitado a norte pelo município de Ponte da Barca e pela região espanhola da Galiza, a leste por Montalegre, a sul por Vieira do Minho, a sudoeste por Amares e a oeste por Vila Verde.
Até 2005 o Município de Terras de Bouro tinha a particularidade de não ter como sede uma localidade com o mesmo nome do município, como é regra em Portugal: a sede situava-se na Vila de Covas, localidade da freguesia de Moimenta. Por Lei de janeiro de 2005, essa originalidade acabou, sendo a vila redesignada Vila de Terras de Bouro.

## História

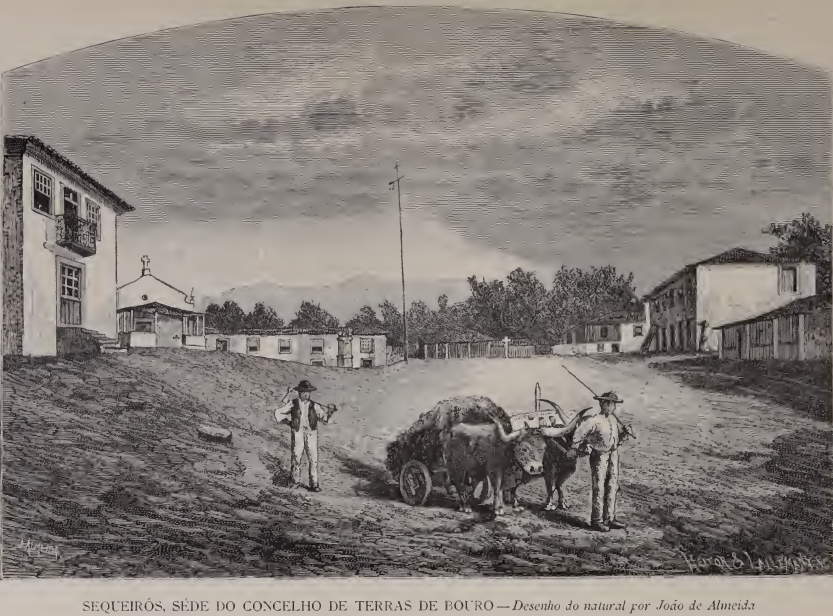
Chamoim, Sequeirós, sede do concelho de Terras de Bouro em 1887

Este é um município de montanha cujo povoamento se perde na memória dos tempos, como o comprovam as pinturas rupestres e vestígios da Idade do Bronze. A presença humana mais marcante, porém, remonta ao tempo dos Romanos, utilizadores de água termal do Gerês e construtores da Geira (Via Romana).
O Foral de Terras de Bouro concedido em 20 de Outubro de 1514 por D. Manuel I e contém sobretudo, os tributos e encargos que os povos tinham que pagar ao Rei, identifica ainda um conjunto de freguesias e lugares que poderemos considerar as povoações fundadoras do município e que constituem o núcleo central do atual território.
Visitar esta região é contactar com o vasto património dos antepassados: a Via Romana, vulgo Geira, com a maior concentração de marcos miliários epigrafados do Noroeste peninsular, reconhecida como Património Nacional e em fase de candidatura a Património Mundial; é reviver as agruras do povo Búrio na defesa da zona raiana e do seu castelo, o castelo de Bouro, honrando o compromisso assumido, aquando da atribuição de privilégios reais e cujas trincheiras testemunham o heroísmo deste povo; é contactar com as tradições ancestrais, (trilhos dos pastores, dos contrabandistas, dos regadios, dos moinhos, etc.) que possibilitaram, durante séculos, a sobrevivência de um povo simples, amante da sua terra e disposto a dar a vida pela pátria. É desfrutar da natureza, em toda a sua plenitude, como escreveu Miguel Torga, onde: "tudo se conjuga para que nada falte à sua grandeza e perfeição" (Diário VII).
Hoje, tornou-se um destino turístico por excelência, quer pelas marcas de ruralidade, não obstante ficar perto de Braga e Porto, quer pelo património cultural, ambiental, paisagístico, termal e religioso.

### Toponímia
O nome  de Terras de Bouro vem do  Mosteiro de Santa Maria de Bouro em Amares a quem pertencia essas terras.
O substantivo «Bouro», que por sinal se encontra no nome doutras localidades, seja da região do Minho, seja na região da Estremadura com a freguesia de Serra do Bouro ou também na Galiza, acredita-se que possa vir do galaico-português borio, que quer dizer «estábulo; cortelho; abegoaria;», e este, por sua vez, advirá da palavra sueva bur, que significa «casa».

## Geografia
O ponto mais elevado do município encontra-se na Serra do Gerês, no Pico do Sobreiro, a 1538 metros de altitude, em pleno Parque Nacional da Peneda-Gerês e na fronteira entre Portugal e Espanha. Esta elevação é a segunda mais alta da Região Norte, ficando muito próxima da elevação mais alta (Pico da Nevosa, alt. 1546 m), situada na mesma serra, mas já no concelho de Montalegre.
Também se destacam outras serras neste concelho, como a Serra Amarela e a Serra de Santa Isabel.

## Freguesias

Freguesias do município de Terras de Bouro.

O município de Terras de Bouro está dividido em 14 freguesias:
- Balança
- Campo do Gerês
- Carvalheira
- Chamoim e Vilar
- Chorense e Monte
- Cibões e Brufe
- Covide
- Gondoriz
- Moimenta (sede)
- Ribeira
- Rio Caldo
- Souto
- Valdosende
- Vilar da Veiga

## Geminação
Terras de Bouro possui actualmente um protocolo de geminação.
- Saint-Arnoult-en-Yvelines, França

## Política

### Eleições autárquicas[10]
| Data | %       | V       | %       | V       | %     | V     | %            | V            | %              | V  | %              | V   | %              | V       | %              | V   | %  | V  | Participação |                |
| Data | PPD/PSD | PPD/PSD | CDS-PP  | CDS-PP  | PS    | PS    | FEPU/APU/CDU | FEPU/APU/CDU | AD             | AD | GCE            | GCE | PSD-CDS        | PSD-CDS | MPT            | MPT | CH | CH | Participação |                |
| ---- | ------- | ------- | ------- | ------- | ----- | ----- | ------------ | ------------ | -------------- | -- | -------------- | --- | -------------- | ------- | -------------- | --- | -- | -- | ------------ | -------------- |
| Data | 1976    | 49,92   | 3       | 21,26   | 1     | 16,36 | 1            | 5,34         | -              |    |                |     |                |         |                |     |    |    |              | 72,76 / 100,00 |
| 1979 | 70,67   | 4       |         |         | 18,76 | 1     | 6,45         | -            | 79,22 / 100,00 |    |                |     |                |         |                |     |    |    |              |                |
| 1982 | AD      | AD      | AD      | AD      | 18,51 | 1     | 4,38         | -            | 72,61          | 4  | 77,34 / 100,00 |     |                |         |                |     |    |    |              |                |
| 1985 | 9,33    | -       | 79,94   | 5       | 5,48  | -     | 2,39         | -            |                |    | 75,14 / 100,00 |     |                |         |                |     |    |    |              |                |
| 1989 | 57,35   | 4       | 10,10   | -       | 25,93 | 1     | 3,18         | -            | 73,28 / 100,00 |    |                |     |                |         |                |     |    |    |              |                |
| 1993 | 58,73   | 4       | 11,96   | -       | 21,79 | 1     | 3,88         | -            | 73,24 / 100,00 |    |                |     |                |         |                |     |    |    |              |                |
| 1997 | 48,04   | 3       | 6,17    | -       | 39,32 | 2     | 2,79         | -            | 68,99 / 100,00 |    |                |     |                |         |                |     |    |    |              |                |
| 2001 | 42,88   | 2       | 2,86    | -       | 32,84 | 2     | 1,09         | -            | 17,98          | 1  | 72,51 / 100,00 |     |                |         |                |     |    |    |              |                |
| 2005 | 51,70   | 3       | 3,95    | -       | 39,24 | 2     | 2,32         | -            |                |    | 71,18 / 100,00 |     |                |         |                |     |    |    |              |                |
| 2009 | 41,49   | 2       | 3,59    | -       | 50,50 | 3     | 1,70         | -            | 69,53 / 100,00 |    |                |     |                |         |                |     |    |    |              |                |
| 2013 | CDS-PP  | CDS-PP  | PPD/PSD | PPD/PSD | 51,40 | 3     | 7,82         | -            | 3,30           | -  | 29,02          | 2   | 5,58           | -       | 68,51 / 100,00 |     |    |    |              |                |
| 2017 | 35,07   | 2       | (a)     | (a)     | 28,56 | 1     | 2,13         | -            | 31,14          | 2  |                |     |                |         | 70,05 / 100,00 |     |    |    |              |                |
| 2021 | 76,08   | 5       |         |         | 12,96 | -     | 2,40         | -            |                |    | 4,62           | -   | 68,98 / 100,00 |         |                |     |    |    |              |                |

(a) O CDS-PP apoiou a lista independente "Terras de Bouro - O Nosso Partido" nas eleições de 2017.

### Eleições legislativas
| Ano  | %     | %     | %     | %    | %     | %     | %       | %     | %    | %     | %    | %   | %       | % | %  | %  |
| Ano  | PSD   | CDS   | PS    | PCP  | UDP   | AD    | APU/CDU | FRS   | PRD  | PSN   | B.E. | PAN | PSD CDS | L | CH | IL |
| ---- | ----- | ----- | ----- | ---- | ----- | ----- | ------- | ----- | ---- | ----- | ---- | --- | ------- | - | -- | -- |
| 1976 | 45,54 | 21,70 | 20,45 | 2,62 | 0,59  |       |         |       |      |       |      |     |         |   |    |    |
| 1979 | AD    | AD    | 17,78 | APU  | 1,30  | 66,21 | 6,02    |       |      |       |      |     |         |   |    |    |
| 1980 | AD    | AD    | FRS   | APU  | 0,76  | 72,44 | 5,24    | 15,58 |      |       |      |     |         |   |    |    |
| 1983 | 50,20 | 13,47 | 23,50 | APU  | 0,40  |       | 5,25    |       |      |       |      |     |         |   |    |    |
| 1985 | 48,76 | 13,55 | 15,58 | APU  | 0,46  | 5,07  | 10,31   |       |      |       |      |     |         |   |    |    |
| 1987 | 68,86 | 5,74  | 14,37 | CDU  | 0,45  | 3,44  | 2,17    |       |      |       |      |     |         |   |    |    |
| 1991 | 71,26 | 4,75  | 16,93 | CDU  |       | 2,21  | 0,29    | 1,03  |      |       |      |     |         |   |    |    |
| 1995 | 53,71 | 12,08 | 28,27 | CDU  | 0,50  | 2,44  |         | 0,41  |      |       |      |     |         |   |    |    |
| 1999 | 50,05 | 9,01  | 33,73 | CDU  |       | 2,61  | 0,59    | 0,51  |      |       |      |     |         |   |    |    |
| 2002 | 56,89 | 9,32  | 27,74 | CDU  | 2,46  |       | 0,83    |       |      |       |      |     |         |   |    |    |
| 2005 | 47,00 | 8,45  | 35,15 | CDU  | 2,42  | 2,12  |         |       |      |       |      |     |         |   |    |    |
| 2009 | 40,51 | 10,71 | 35,35 | CDU  | 3,28  | 4,75  |         |       |      |       |      |     |         |   |    |    |
| 2011 | 50,02 | 10,86 | 26,95 | CDU  | 3,14  | 1,99  | 0,36    |       |      |       |      |     |         |   |    |    |
| 2015 | CDS   | PSD   | 26,15 | CDU  | 4,66  | 4,79  | 0,54    | 54,97 | 0,25 |       |      |     |         |   |    |    |
| 2019 | 42,14 | 4,01  | 33,59 | CDU  | 4,04  | 4,72  | 1,68    |       | 0,37 | 0,66  | 0,34 |     |         |   |    |    |
| 2022 | 43,16 | 1,53  | 38,04 | CDU  | 2,00  | 1,90  | 0,86    | 0,31  | 7,46 | 1,79  |      |     |         |   |    |    |
| 2024 | AD    | AD    | 23,21 | CDU  | 41,11 | 1,94  | 2,13    | 0,73  | 0,97 | 20,35 | 3,12 |     |         |   |    |    |

## Evolução da População do Município
Terras de Bouro é o município com a densidade mais baixa de todo o distrito de Braga, com poucos habitantes no seu perímetro urbano e em todo o município.   
| Número de habitantes | Número de habitantes | Número de habitantes | Número de habitantes | Número de habitantes | Número de habitantes | Número de habitantes | Número de habitantes | Número de habitantes | Número de habitantes | Número de habitantes | Número de habitantes | Número de habitantes | Número de habitantes | Número de habitantes | Número de habitantes |
| -------------------- | -------------------- | -------------------- | -------------------- | -------------------- | -------------------- | -------------------- | -------------------- | -------------------- | -------------------- | -------------------- | -------------------- | -------------------- | -------------------- | -------------------- | -------------------- |
| 1864                 | 1878                 | 1890                 | 1900                 | 1911                 | 1920                 | 1930                 | 1940                 | 1950                 | 1960                 | 1970                 | 1981                 | 1991                 | 2001                 | 2011                 | 2021                 |
| 8 159                | 8 177                | 8 248                | 8 436                | 9 076                | 9 111                | 10 206               | 11 242               | 11 922               | 11 762               | 11 029               | 10 131               | 9 406                | 8 350                | 7 253                | 6 358                |

(Número de habitantes que tinham a residência oficial neste município à data em que os censos  se realizaram.)
| Número de habitantes por Grupo Etário | Número de habitantes por Grupo Etário | Número de habitantes por Grupo Etário | Número de habitantes por Grupo Etário | Número de habitantes por Grupo Etário | Número de habitantes por Grupo Etário | Número de habitantes por Grupo Etário | Número de habitantes por Grupo Etário | Número de habitantes por Grupo Etário | Número de habitantes por Grupo Etário | Número de habitantes por Grupo Etário | Número de habitantes por Grupo Etário | Número de habitantes por Grupo Etário | Número de habitantes por Grupo Etário |
| ------------------------------------- | ------------------------------------- | ------------------------------------- | ------------------------------------- | ------------------------------------- | ------------------------------------- | ------------------------------------- | ------------------------------------- | ------------------------------------- | ------------------------------------- | ------------------------------------- | ------------------------------------- | ------------------------------------- | ------------------------------------- |
|                                       | 1900                                  | 1911                                  | 1920                                  | 1930                                  | 1940                                  | 1950                                  | 1960                                  | 1970                                  | 1981                                  | 1991                                  | 2001                                  | 2011                                  | 2021                                  |
| 0-14 Anos                             | 2 682                                 | 2 925                                 | 2 843                                 | 3 235                                 | 3 873                                 | 4 001                                 | 4 123                                 | 4 075                                 | 3 115                                 | 2 172                                 | 1 390                                 | 945                                   | 645                                   |
| 15-24 Anos                            | 1 301                                 | 1 605                                 | 1 681                                 | 1 697                                 | 1 859                                 | 2 075                                 | 1 694                                 | 1 760                                 | 1 767                                 | 1 707                                 | 1 251                                 | 837                                   | 641                                   |
| 25-64 Anos                            | 3 844                                 | 3 911                                 | 3 968                                 | 4 175                                 | 4 554                                 | 4 893                                 | 4 832                                 | 4 310                                 | 3 841                                 | 3 964                                 | 3 938                                 | 3 692                                 | 3 223                                 |
| = ou > 65 Anos                        | 573                                   | 610                                   | 579                                   | 696                                   | 824                                   | 941                                   | 1 113                                 | 1 070                                 | 1 408                                 | 1 563                                 | 1 771                                 | 1 779                                 | 1 849                                 |

(Obs: De 1900 a 1950 os dados referem-se à população presente no município à data em que eles se realizaram Daí que se registem algumas diferenças relativamente à designada população residente)

## Personagens ilustres
- Manuel José Martins Capela (1842-1925), nascido na freguesia de Carvalheira, foi padre, professor, latinista e tradutor, jornalista e ilustre arqueólogo.

## Cultura

### Via Romana (Geira/ Via Nova)

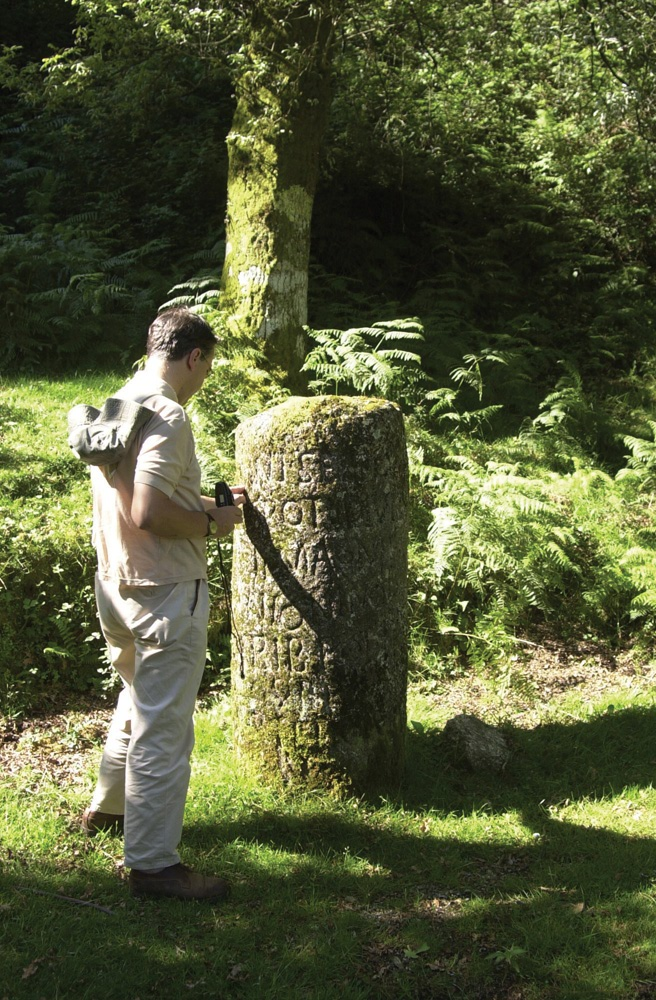
Marco miliário da Pontelha da Geira, perto de Travassos (provável milha XXI desde Bracara Agusta)

A Geira, também conhecida por Via Nova, foi construída pelos romanos com o intuito de ligar Braga(Bracara Agusta) a Astorga (Asturica Augusta). Em Terras de Bouro percorre o município numa extensão de 30 km, possuindo a maior concentração de marcos miliários epigrafados do Noroeste peninsular.
A "Via Nova XVIII" que, no município de Terras de Bouro parte do lugar de Sta. Cruz (Souto), na Milha XIV, e termina na fronteira da Portela do Homem (Campo do Gerês), Milha XXXIV, constitui um monumento excepcional, pelo seu património científico, cultural, pedagógico e turístico. A possibilidade de percorrer o caminho romano ao longo de 30 quilómetros, quase sem interrupções, com extensos troços de calçada, a quantidade invulgar de miliários, as ruínas de pontes sobre rios caudalosos, as pedreiras de onde se extraíam os miliários, a visibilidade da via para a envolvente, o contexto paisagístico em que se insere, formam um recurso notável.
A Via Romana (Geira/Via Nova) "é um verdadeiro museu ao ar livre, ou seja, um espaço histórico sem paredes, através do qual os viandantes retomam um percurso usado ao longo de milénios, desde o Século I depois de Cristo" (Sande Lemos, Arqueólogo).

### Cruzeiro de São João do Campo
Dos mais importantes marcos miliários existentes no município, de referir o Miliário do Cruzeiro do Campo do Gerês que se caracteriza por uma arquitectura religiosa, estando classificado de Monumento Nacional. Encontra-se levantado num cruzamento de estradas da localidade e resulta do aproveitamento de um miliário romano do século III. Este cruzeiro foi erguido durante a governação do Imperador Décio (249-251) e assinala a milha XXVII da Via Nova.

### Aldeia de Vilarinho da Furna
A aldeia de Vilarinho da Furna foi um lugar da freguesia de Campo do Gerês, situada na zona Nordeste do município de Terras de Bouro. Foi submersa, no início dos anos 1971, e com ela uma grande riqueza etnográfica, associada às actividades agro-silvo-pastoris, vivências e espírito comunitário do seu povo, das habitações e outras histórias do passado.
Como forma de salvaguardar todo o património da aldeia, foi construído o Museu Etnográfico de Vilarinho da Furna, por iniciativa do, então, jovem estudante de Vilarinho, Manuel de Azevedo Antunes, com o apoio, principalmente, da Câmara Municipal de Terras de Bouro, que recria o lugar que foi submerso pelas águas da albufeira, no rio Homem, aquando da inauguração da barragem, em 21 de Maio de 1972. De portas abertas desde 1989, é uma mostra viva daquilo que foi Vilarinho da Furna e o próprio Museu foi construído com objectos originais e casas retiradas da aldeia.

### Fojo do lobo

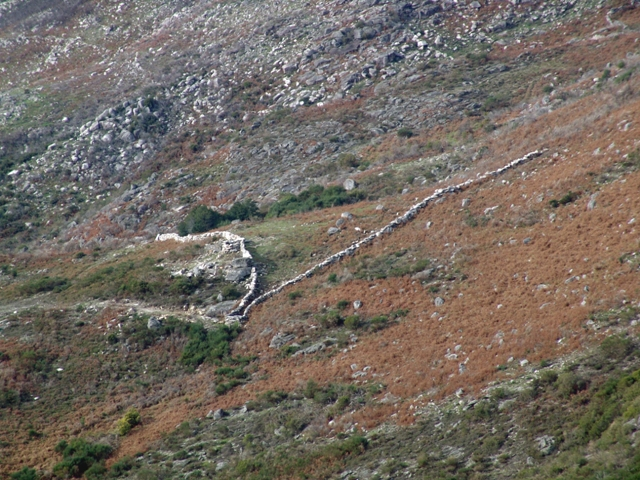
Fojo do Lobo (Brufe)

A caça ao lobo ibérico, classificado hoje como espécie "em perigo" (EN) sendo deste modo ilegal, foi uma actividade associada à pastorícia, tendo sido modelar nas aldeias serranas, como referem os documentos históricos de várias épocas.
A paisagem serrana de Brufe e de Vilarinho das Furnas/Serra Amarela apresenta marcas bem evidenciadas da prática da batida ao lobo. As estruturas propícias às montarias, chamadas de fojo do lobo têm construções e formatos apropriados à actividade. Para os lobos, espantados pelo barulho dos batedores e perseguidos pelos cães, a cumeada da encosta era uma espécie de linha sem retorno, pois a sua passagem implicava a descida em direcção ao poço do fojo, onde ficariam presos.

### Silhas
As serras do Gerês e da Amarela têm estruturas que noutros tempos protegeram as colmeias e o mel, dos ataques gulosos do urso silvestre, que abundou nestas serras até ao século XVIII. Os colmeais, apiários, alvarizas, popularmente conhecidas de silhas dos ursos são construções rudimentares em granito, de formato circular e fechada, que se encontram dispostas nas encostas. Estas construções do século XVII têm formatos diferentes, facto que se verifica na Serra Amarela e no Trilho "Silha dos Ursos", na serra do Gerês, denunciando testemunhos de outros tempos, de outras gentes e de outras feras.

### Trincheira do Campo

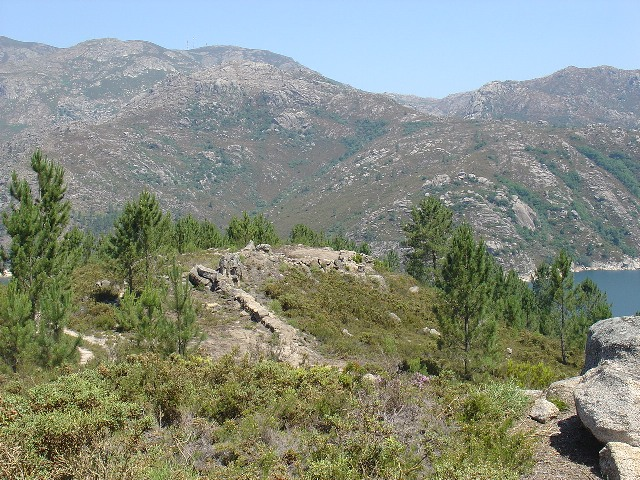
Trincheira do Campo (Campo do Gerês)

Do período medieval, nas proximidades da milha XXIX, encontram-se vestígios indeléveis da Trincheira do Campo que durante esse período histórico serviu de defesa da raia portuguesa das invasões hostis.
Segundo as Inquirições de 1258, o povo de Campo do Gerês tinha por obrigação defender a Portela do Homem. Esta obrigação manteve-se ao longo dos séculos, tendo este povo serrano resistido com sucesso a todos os assomos dos povos invasores, devido sobretudo à sua coragem rude e indómita, mas também à excepcional configuração geográfica do território.
Nas proximidades da Trincheira do Campo encontram-se ruínas de uma estrutura identificada como a Casa das Peças que servia de acolhimento dos homens e das guarnições bélicas.

### Ponte Medieval dos Eixões

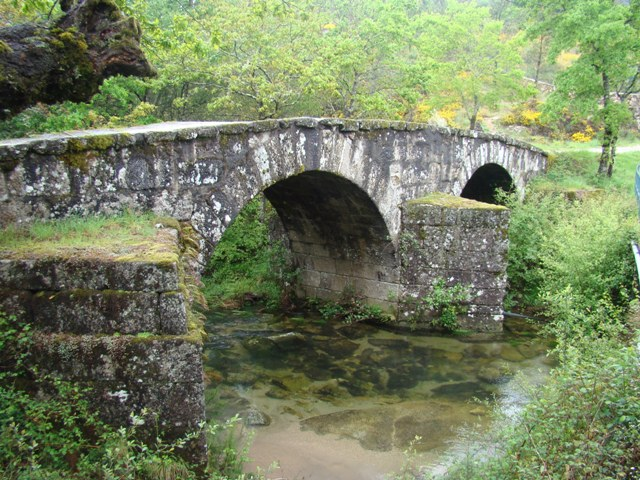
Ponte dos Eixões (Campo do Gerês)

A Ponte Medieval dos Eixões, situada a Sul da Veiga de S. João de Campo, sobre a Ribeira de Rodas, possui dois arcos de volta perfeita formados por aduelas estreitas, construídos sobre as bases sólidas de paredões bem aparelhados alicerçados no leito rochoso e nas margens. Apesar da inscrição do ano 1745 patente num dos arcos, considera-se haver indícios para recuar a sua existência a tempos anteriores.

### Ponte Medieval de Carvalheira
A Ponte Medieval de Carvalheira, de aspecto monumental, orientada no sentido Sudeste-Noroeste, permite a passagem entre a freguesia de Carvalheira e Brufe (Terras de Bouro). É composta por um arco de volta perfeita alicerçado no afloramento rochoso, que apresenta aduelas curtas e grosseiras de cantaria de granito.

### Casarotas na Serra Amarela

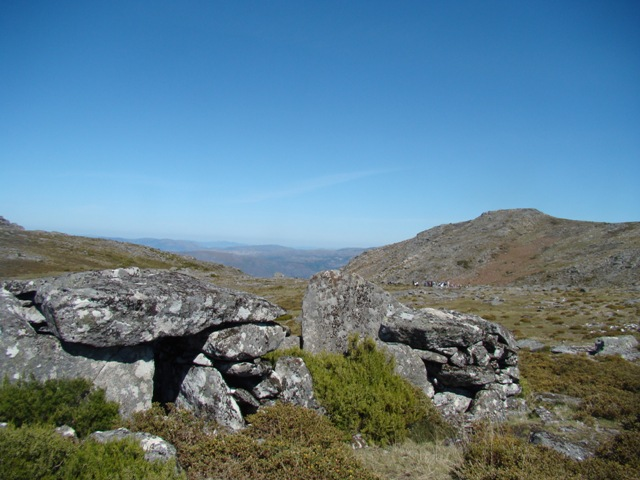
Casarotas na Serra Amarela

No cimo da Serra Amarela, na Chã do Salgueiral, existem cerca de duas dezenas de construções em pedra, às quais foi dado o nome Casarotas.
Estas construções fazem lembrar os robustos dólmenes ou mesmo antigas cabanas de pastores. Contudo, a sua construção e utilização poderá estar associada à defesa da fronteira da Portela do Homem, servindo de apoio às tropas. Algumas destas Casarotas apresentam inscrições de lugares da actual freguesia de Cibões e Brufe, nomeadamente Cutelo e Gilbarbedo.

### Moinhos

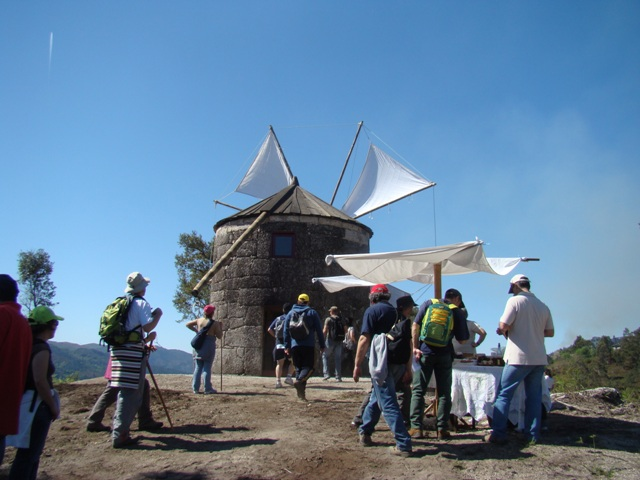
Moinho-de-Vento, Gilbarbedo (Cibões)

Para os amantes da Molinologia, o Moinho-de-Vento de Gilbarbedo, na freguesia de Cibões, requer uma visita obrigatória. Situa-se num vale enredado por campos agrícolas, proporcionando aos visitantes o contacto com uma estrutura tradicional de valor patrimonial e etnográfico, permitindo-lhes a observação, ao vivo, do seu funcionamento e de todo o mecanismo de moagem. Para além das características físicas, o Moinho-de-vento apresenta uma envolvente de extraordinária beleza natural e paisagística.
Uma paragem obrigatória são os 29 Moinhos-de-Água de Rodízio de Stª Isabel do Monte, recuperados na sua traça original, espalham-se pelas aldeias de Campos Abades, Seara, Rebordochão, Ventozelo e Alecrimes, nas encostas e ribeiros da Ponte e de Rebordochão. Além do uso para moagem, estes moinhos representam pequenos museus, e pelo seu potencial etnológico e histórico servem de sítios de interesse nas actividades pedagógicas e de animação cultural e turística.

### Furnas de Carvão

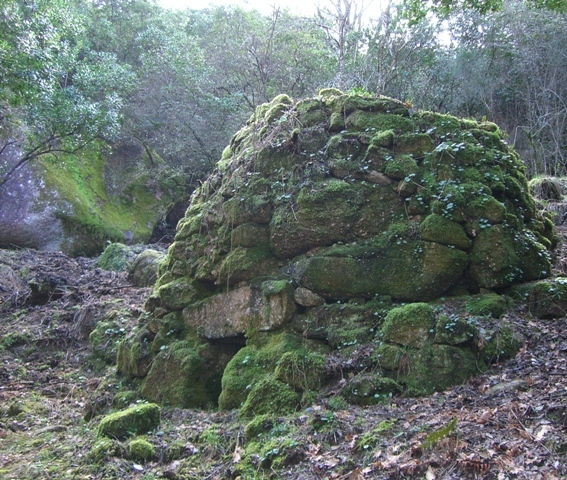
Furna do Carvoeiro (Rio Caldo)

A população do vale do Cávado faz referência às Furnas de Carvão, que favoreceram economicamente a região, sobretudo de Rio Caldo. De construção tosca em granito, de formato arredondado e de cúpula abobadada, ligeiramente aberta para empilhar a lenha, as furnas, durante décadas, garantiram o fabrico de carvão a partir de vegetação lenhosa predominante na serra (carvalho,medronheiro, urze e carqueja), que viria a ser vendido no próprio local aos carvoeiros de Braga.

## Ambiente

### Parque Nacional da Peneda-Gerês(PNPG)

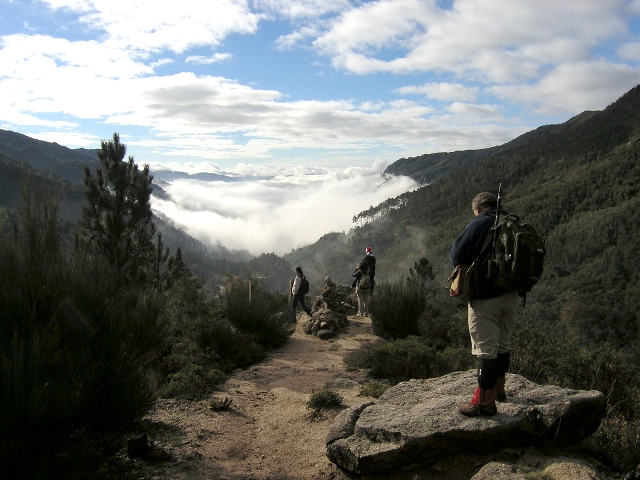
Parque Nacional da Peneda-Gerês

O PNPG é a única área protegida nacional que possui a categoria de Parque Nacional, o nível mais elevado de classificação das áreas protegidas. Engloba sítios de riqueza natural distintos cuja biodiversidade dos seus habitats endémicos importa preservar. A Mata de Albergaria corresponde a um desses sítios e está distinguida pelo Conselho da Europa, como uma das Reservas Biogenéticas do Continente Europeu, tendo o Plano de Ordenamento do PNPG classificado de Zona de Protecção Parcial da Área de Ambiente Natural - o "coração" do Parque.

### "Porta" do Parque Nacional da Peneda-Gerês
A "Porta" do Parque Nacional da Peneda-Gerês funciona no edifício do Museu Etnográfico de Vilarinho da Furna, constituindo um local onde os visitantes acedem para obter informações gerais do município e do Parque Nacional.

### Centro de Educação Ambiental do Vidoeiro
Na vila do Gerês encontra-se o Centro de Educação Ambiental do Vidoeiro, uma estrutura de educação ambiental do Parque Nacional da Peneda-Gerês, localizada no Vidoeiro, nas Caldas do Gerês. Dispõe de um conjunto de espaços, designadamente de recepção, sala de exposições, auditório, oficinas temáticas, laboratórios e Jardim das Plantas Aromáticas e Medicinais, onde presta informações aos visitantes e turistas, grupos de escolas e outros grupos organizados.

### Miradouros

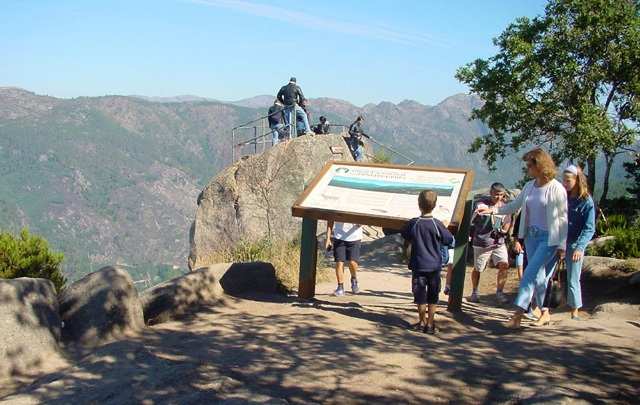
Miradouro da Pedra Bela (Vila do Gerês)

As serras, Gerês e Amarela, as cascatas e lagoas, os miradouros, a fauna, flora e geologia interligados numa autenticidade espontânea e natural, fazem desta região uma forte herança patrimonial no vector ambiental e turístico.
Os miradouros são janelas abertas para apreciar a imensidão paisagística deste património natural, destacando-se os Miradouros da Junceda, Boneca, Fraga Negra, Penedo da Freira, Pedra Bela, Mirante Novo e Velho e o miradouro de Bom Jesus das Mós que, na sua maioria, são visitáveis pelos pedestrianistas e visitantes que percorrem o Trilho dos "Miradouros" e Trilho "Silha dos Ursos".

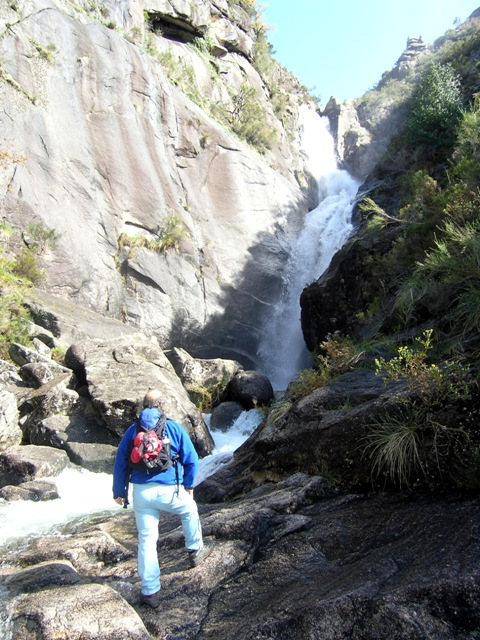
Cascata do Arado (Vila do Gerês)

### Rede de Trilhos Pedestres "Na senda de Miguel Torga"[18]
Uma das formas de admirar as paisagens naturais do município de Terras de Bouro passa pela prática de uma cultura pedestrianista.
A rede de Trilhos Pedestres "Na senda de Miguel Torga" disponibiliza um conjunto percursos sinalizados que possibilitam uma maior independência e segurança aos praticantes. Nesta actividade ao ar livre existem dois tipos de percurso: pequena rota (PR) e grande rota (GR), cada um marcado com cores que assinalam a tipologia do percurso, que servem de orientação aos pedestrianistas.
Os percursos envolvem temáticas e características diferenciadas, quanto à distância, grau de dificuldade e local, com a intenção de serem atractivos e acessíveis a todos os praticantes.
- PR1 TBR Trilho Cidade da Calcedónia - 9,3km - Entidade Promotora: Câmara Municipal de Terras de Bouro[19]
- PR2 TBR Trilho do Castelo - 8,5km - Entidade Promotora: Câmara Municipal de Terras de Bouro[19]
- PR3 TBR Trilho dos Currais - 10km - Entidade Promotora: Câmara Municipal de Terras de Bouro[19]
- PR4 TBR Trilho dos Moinhos e Ragadios Tradicionais - 9km - Entidade Promotora: Câmara Municipal de Terras de Bouro[19]
- PR5 TBR Trilho da Águia do Sarilhão - 8,4km - Entidade Promotora: Câmara Municipal de Terras de Bouro[19]
- PR6 TBR Trilho dos Miradouros - 10,5km - Entidade Promotora: Câmara Municipal de Terras de Bouro[19]
- PR7 TBR Trilho de São Bento - 10,5km - Entidade Promotora: Câmara Municipal de Terras de Bouro[19]
- PR8 TBR Trilho Couto de Souto - 9,5km - Entidade Promotora: Câmara Municipal de Terras de Bouro[19]
- PR9 TBR Trilho da Geira - 9,5km - Entidade Promotora: Câmara Municipal de Terras de Bouro[19]
- PR 10 - Trilho da Preguiça
- PR 11 - Trilho da Silha dos Ursos
- PR 12 - Trilho dos Moinhos de St.ª Isabel do Monte
- GR – Trilho das Casarotas

### Cascata do Arado
A Cascata do Arado surge dos cursos de água de montanha, derivados do rios do Camalhão e da Teixeira que vão desaguar no rio Arado. Nesse percurso, que vence um forte desnível, gera uma sucessão de cascatas e lagoas, mais ou menos profundas sendo constante a água límpida.

### Serras
A Serra do Gerês está incluída no Parque Nacional da Peneda-Gerês e representa a segunda maior elevação nacional, em que a cota mínima atinge os 50m e a máxima vai até aos 1548 metros. Esta serra, que faz limite com a fronteira da Galiza/Espanha e prossegue nesse território com o Parque Natural da Baixa Limia - Serra do Xurés. Além do potencial geológico e geomorfológico, a fauna e flora domina, de forma privilegiada, a vasta área da serra do Gerês. Se a parte florestal é dominada por carvalhos, azevinho, azereiro, vidoeiro, pinheiro e medronheiro e por espécies autóctones, entre elas o Teixo, nas herbáceas, sem esquecer o lírio-do-gerês e o feto-do-gerês, destaca-se um conjunto de plantas aromáticas e medicinais autóctones, em especial o hipericão-do-gerês, a uva-do-monte e a betónica-bastarda.
A Serra Amarela, situada entre a Serra do Soajo (Arcos de Valdevez) e a Serra do Gerês (Terras de Bouro), atinge os 1362 metros de altitude e representa a nona maior elevação de Portugal Continental. Neste sistema montanhoso que faz parte do Parque Nacional da Peneda-Gerês, predomina a vegetação rasteira, constituída por urze, carqueja e matos que na Primavera se reveste de amarelo, a cor que lhe dá nome. As mariolas que orientam os pedestrianistas, as casarotas na Chã do Salgueiral, o fojo-do-lobo no Poulo do Vidoal, a Chã do Muro e a Chã da Fonte/Casa da Neve, dão uma beleza distinta a esta serra.

### Albufeiras

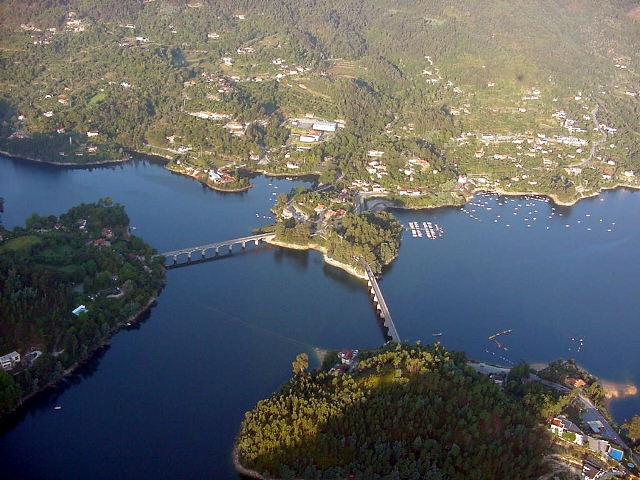
Albufeira da Caniçada (Rio Caldo)

As albufeiras da Caniçada e de Vilarinho das Furnas resultaram da construção de barragens em décadas diferentes, 1955 e 1972 respectivamente, constituindo ambientes singulares numa paisagem de beleza natural exuberante. Pelas potencialidades naturais e paisagísticas que as envolvem, estas albufeiras asseguram condições privilegiadas de atracção turística, principalmente a albufeira da Caniçada com a prática de desportos náuticos.

## Náutico

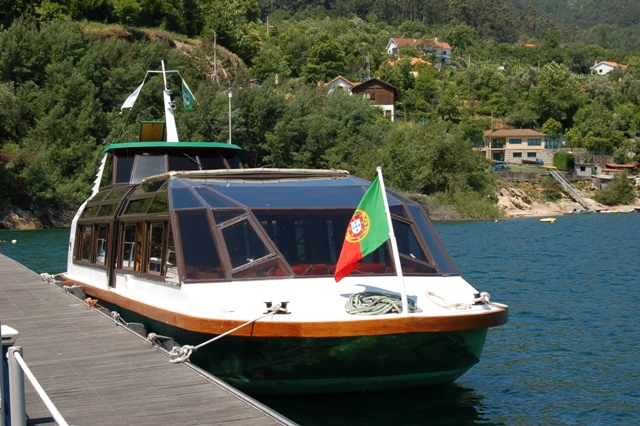
Embarcação "Rio Caldo"(Rio Caldo)

A Albufeira da Caniçada dispõe de serviços e condições atractivas para a prática de um conjunto de actividades náuticas. A embarcação "Rio Caldo" é um barco de
recreio que dispõe de 46 lugares sentados, navega todo o ano pelos 689ha de espelho de água, num passeio de 1:30 horas, numa vertente turística e pedagógica.
O Centro Náutico e a Marina de Rio Caldo são estruturas turísticas muito procuradas, quer pela sua beleza paisagística, quer pelas excelentes condições de prática desportiva que oferece. A Marina de Rio Caldo proporciona actividades desportivas aos visitantes e turistas, promovidas na albufeira da Caniçada pelas empresas de Animação Turística locais, acrescentando mais-valias na oferta turística. As empresas de animação turística, por sua vez, disponibilizam programas, equipamentos e serviços para a prática de desportos náuticos a funcionar todo o ano.

## Termas

### Termas do Gerês

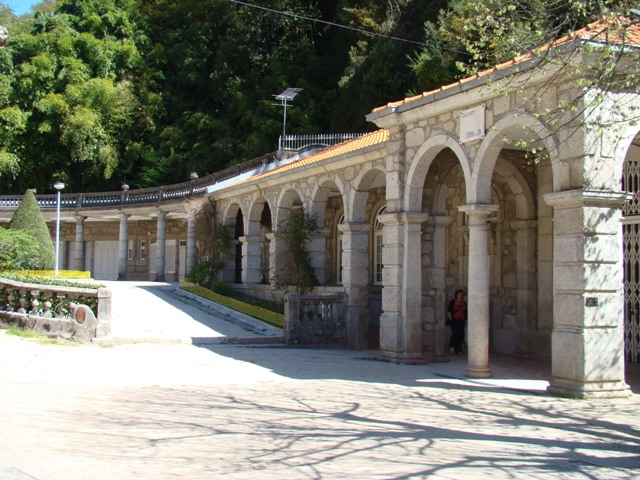
Edifício das águas termais (Vila do Gerês)

Viver e respirar saúde, tirando partido das excelentes qualidades terapêuticas das águas da Estância Termal do Gerês, uma tradição secular na zona que remonta à época dos romanos. Construído no século XVIII, o primeiro Estabelecimento Termal do Gerês dá agora lugar a um edifício recentemente remodelado, dotado de equipamentos e técnicas termais modernas, que disponibilizam tratamentos de hidroterapia, fisioterapia e electroterapia. Alguns espaços e valências desportivas de lazer complementam este serviço, num local de eleição para dias tranquilos e revitalizantes.

### Centro de Animação das Caldas do Gerês

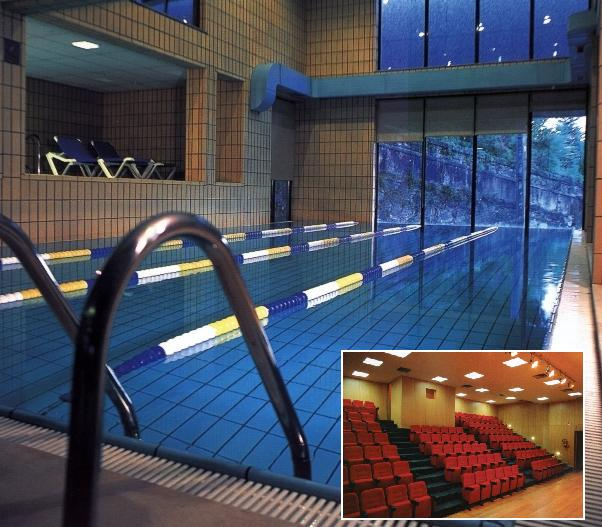
Valências do Centro de Animação (Vila do Gerês)

O Centro de Animação das Caldas do Gerês situa-se no centro da vila do Gerês, oferecendo aos seus habitantes e a todos os visitantes e turistas espaços, equipamentos e modalidades diversificadas de lazer e bem-estar.
Este Centro encontra-se equipado com serviços de lazer e bem-estar, nomeadamente piscina aquecida, jacuzzi, banho turco, duche escocês, sauna, hidromassagem. Integra, ainda, um auditório com 150 lugares, projecção audiovisual para a realização de conferências, seminários/congressos, teatro, cinema e concertos.

## Religião

### Santuário deSão Bento da Porta Aberta

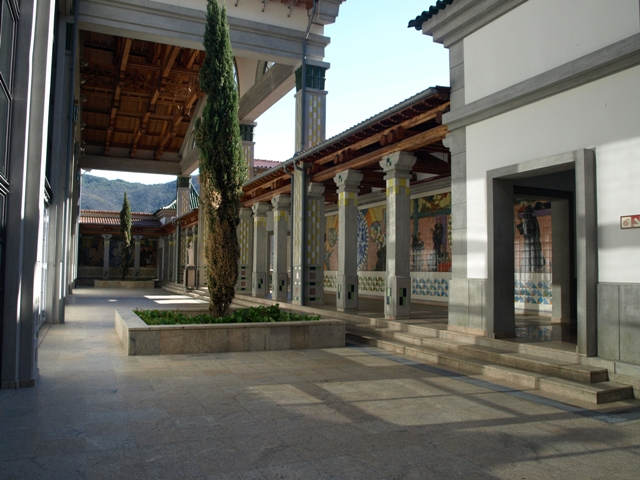
Interior da Cripta de S. Bento da Porta Aberta(Rio Caldo)

Milhares de peregrinos e devotos visitam, ao longo de todo o ano, o recinto do Santuário de São Bento da Porta Aberta, situado à entrada da serra do Gerês, para cumprirem as mais variadas promessas e rogarem por novas benesses àquele que é tido como o maior santo milagreiro do Norte do País.
O Santuário de São Bento da Porta Aberta popularizou-se até terras mais recônditas. As caminhadas e as romarias dos peregrinos nos dias de Festa, 21 de Março, 11 de Julho e, principalmente, 12 e 13 de Agosto fazem com que o religioso e o profano se cruzem numa simbiose rica e natural.

### Monumento de Bom Jesus das Mós

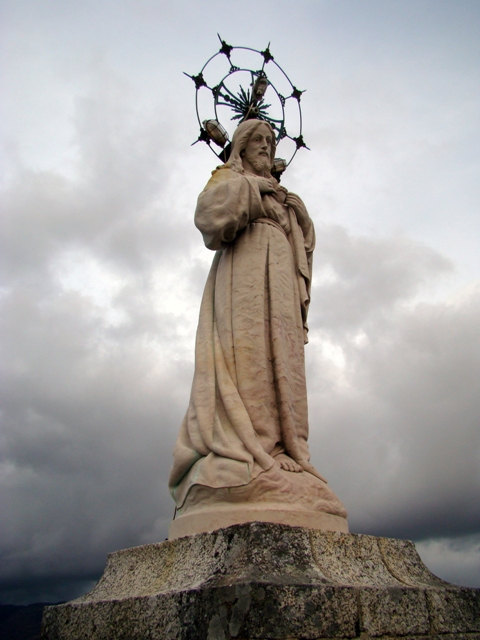
Bom Jesus das Mós (Carvalheira)

Outra referência em termos de turismo religioso é o monumento de Bom Jesus das Mós, estrategicamente situado no alto de Carvalheira, ou monte das Mós de onde se vislumbra uma paisagem rural aberta, alcançando toda a freguesia e aldeias circundantes.
A construção deste monumento, que invoca o Sagrado Coração de Jesus, começou em 1902 e concluiu-se em 1912. A bênção Apostólica do Papa Pio X, dada para o dia 13 de Julho de 1913, aos milhares de peregrinos do Bom Jesus das Mós, marcou um momento relevante na vida de fé do povo, elegendo este local num monumento soberano da região. Na actualidade, todos os anos este monumento acolhe fiéis de todo o município, num encontro profícuo de convívio social e sagrado.

### Capela Nossa Senhora do Livramento

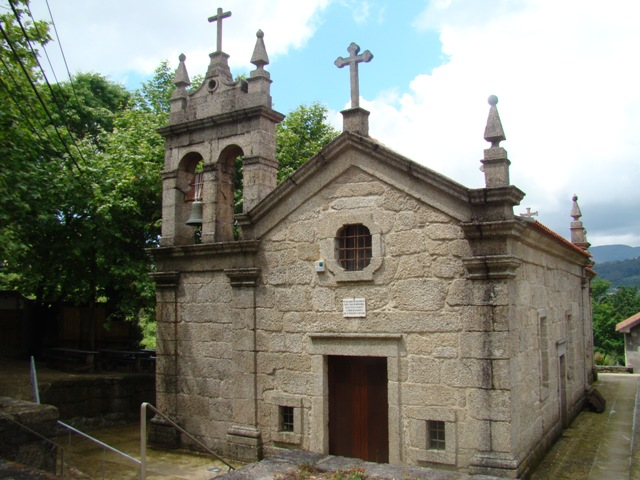
Capela Nossa Senhora do Livramento (Vilar)

Um outro ponto de interesse religioso é a Capela N.ª Sr.ª do Livramento, localizada na freguesia de Vilar, construída entre o século XVII e XVIII. Trata-se de um pequeno santuário onde se realiza uma grande romaria, no primeiro Domingo de Julho. Uma das curiosidades é a existência de uma caixa de morteiros — pequena peça de artilharia — de pólvora seca, que serve para anunciar as festividades aos povos vizinhos.

## Rural
A montanha e a ruralidade são componentes bem evidentes no município de Terras de Bouro. No que respeita às características do homem, do seu quotidiano e do meio ambiente, todo o território revela marcas do potencial endógeno. Preserva-se, ainda hoje, como região eminentemente agrícola no vale do Homem e turística no vale do Cávado, com um viver, um sentir, um construir e um laborar extremamente moldado à riqueza das suas paisagens. As tradições, a modalidade de alojamento de Turismo em Espaço Rural e as múltiplas actividades de animação turística são algumas das potencialidades naturais e culturais deste território de montanha.

### Casa dos Bernardos

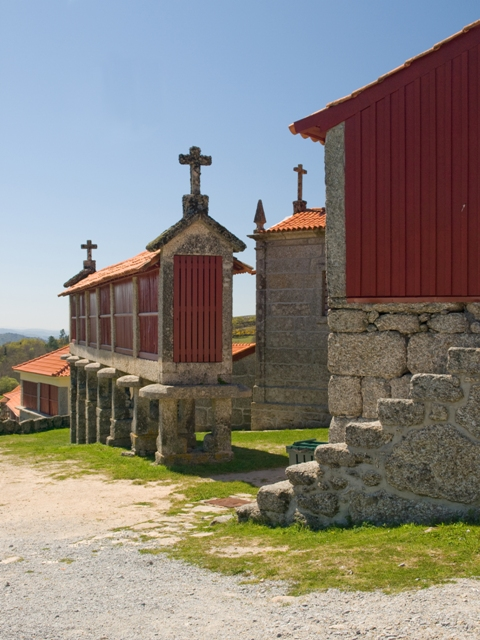
Espigueiro, Casa dos Bernardos (Santa Isabel do Monte)

A Casa dos Bernardos apresenta-se como uma construção em alvenaria tradicional, estrategicamente edificada, protegida do Norte, voltada a Sul e dominando toda a produtiva veiga de Campos Abades. Situa-se na freguesia de Santa Isabel do Monte, a 10 quilómetros da vila de Terras de Bouro.
A casa, ao longo dos tempos, foi sofrendo obras de ampliação e adaptação, servindo como local de repouso e descanso dos monges (breuitas). Assim, além de um celeiro e de um canastro (espigueiro), dotaram-na de uma capelinha que devotaram a S. João Baptista.

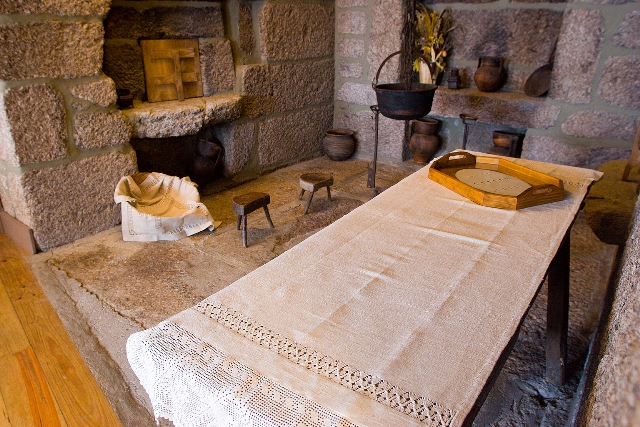
Interior, Casa dos Bernardos (Santa Isabel do Monte)

Hoje recuperada e adaptada ao turismo em espaço rural, com a sua capela decorada em estilo ‘naïf’, o regato que atravessa o terreiro, o maior espigueiro do município com cerca de 16 metros de comprimento, 6 quartelas (empenas) e com capacidade para arrecadar 18 carros de pão (espigas de milho), é o local ideal para uns dias de repouso ou para sessões de trabalho que exijam isolamento.
Instalar-se na casa dos Bernardos é conhecer um espaço de eleição onde a natureza se combina na perfeição com o viver tradicional do homem minhoto.

### Aldeias típicas

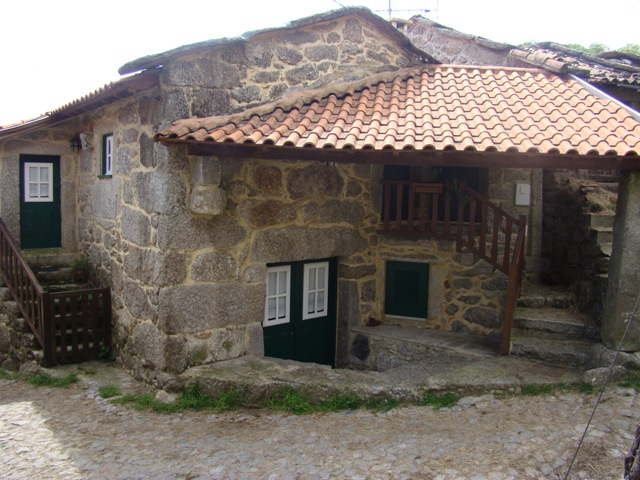
Casa de Turismo Rural, Cutelo (Cibões)

A aldeia típica de Cutelo faz parte das Aldeias de Portugal. Situada na freguesia de Cibões, Cutelo proporciona a descoberta de um turismo diferente, convidando para uma estadia de total independência em plena natureza. É uma oportunidade para desfrutar, não só de alojamento típico, mas também de paisagens naturais e de um ambiente sereno, aliando o contacto entre o Homem, a natureza, a cultura e a vida quotidiana das suas gentes.
Outras aldeias típicas de referência são, a aldeia de Brufe, St.ª Isabel do Monte, Covide e Ermida.
Dentro do vasto património rural avultam, quer em número, quer em importância, a arquitectura rural, desde moinhos de água e de vento, lagares, casas rurais, espigueiros, eiras, parcelamento agrícola, aos regadios e levadas num sistema de irrigação típico do Norte de Portugal. Os Moinhos de água com sistema de rodízio, construídos nas proximidades dos cursos de água, são frequentemente de utilização sazonal. No verão, com a diminuição dos caudais, a força da água não é suficiente para fazer movimentar os rodízios, mas as estruturas continuam nos seus lugares, dando lugar a sítios de visita turística (Trilho dos Moinhos), cujos traçados se encontram marcados e assinalados.

## Imagens

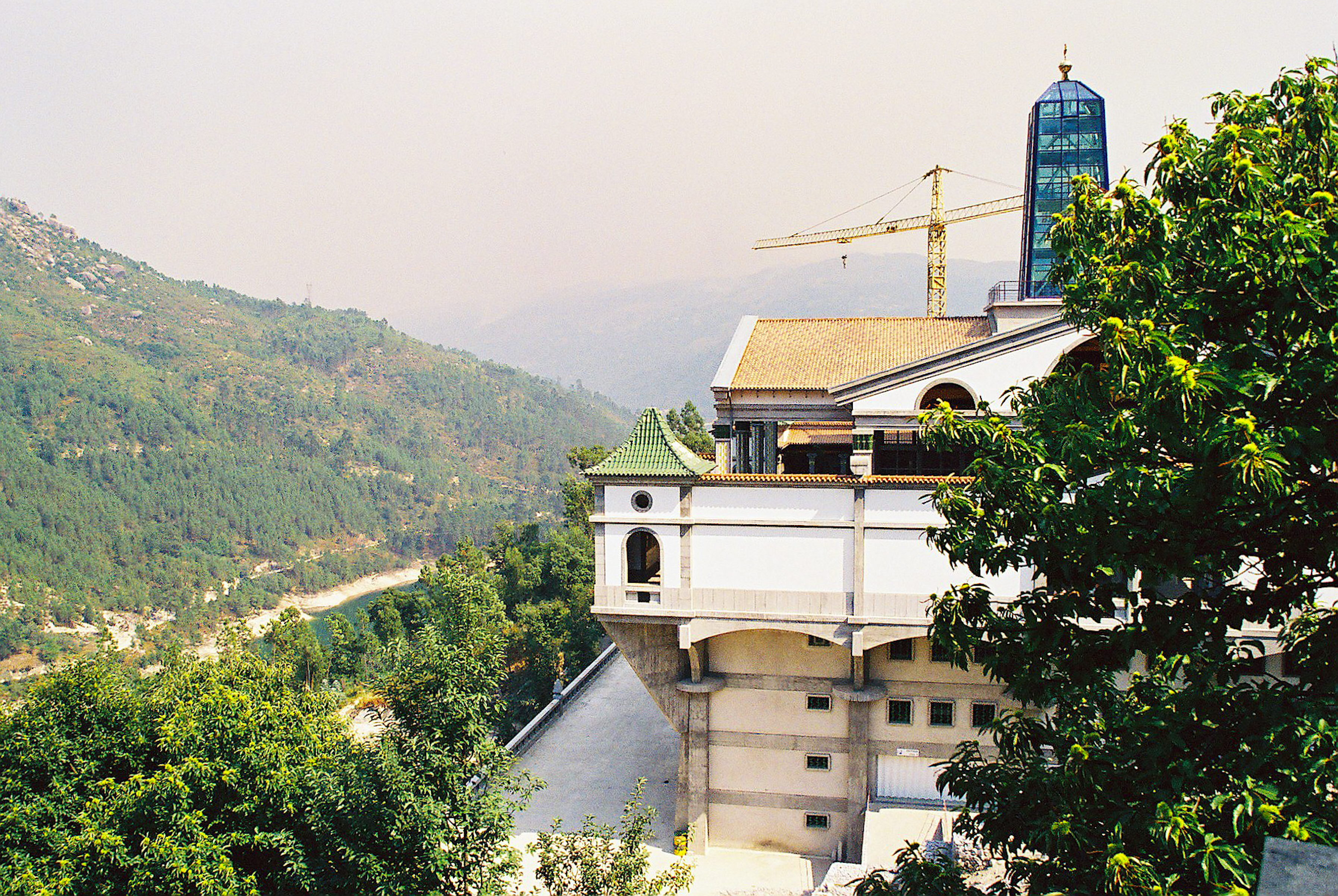
S. Bento da Porta Aberta - Rio Caldo
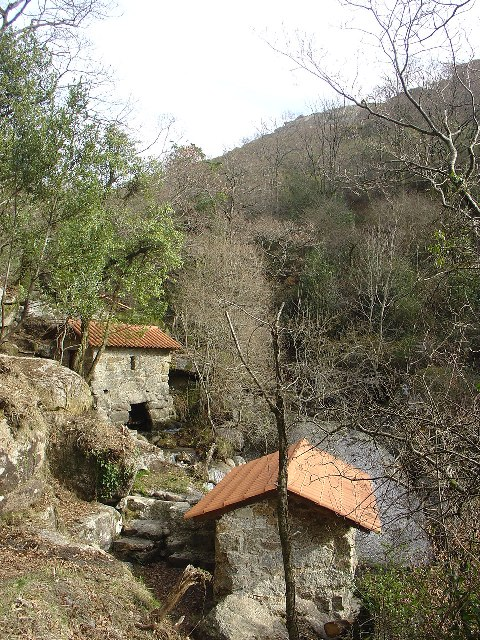
Moinhos de Água -   Sta. Isabel do Monte
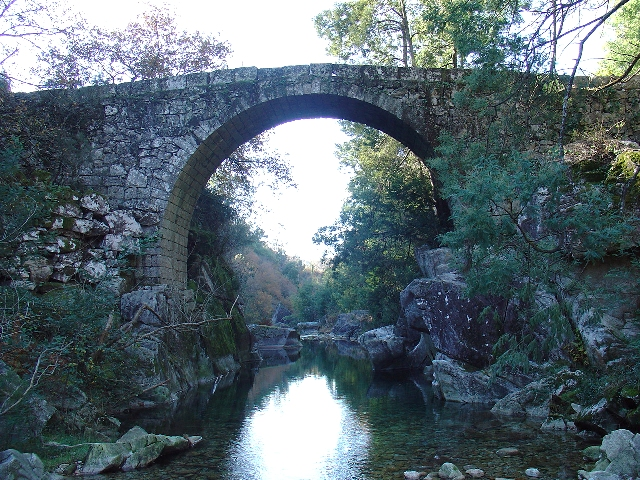
Ponte Medieval de Carvalheira - Carvalheira
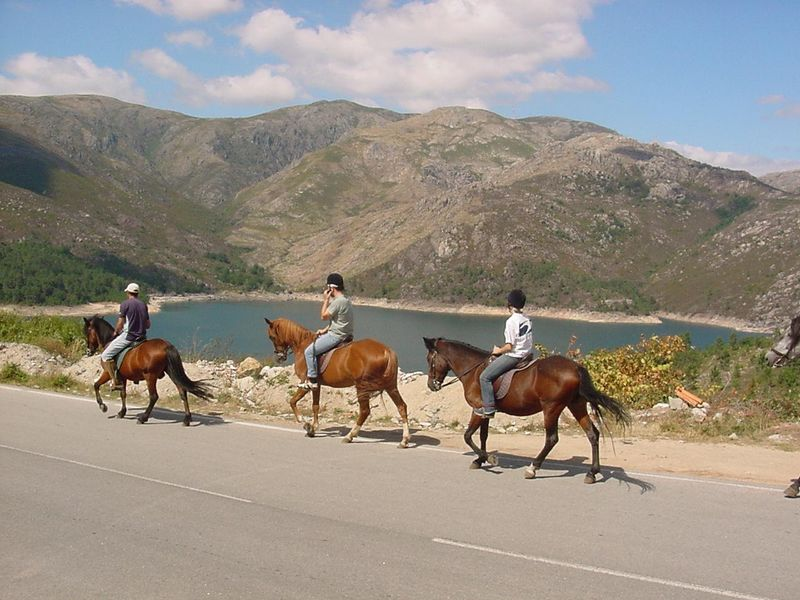
Passeio de Cavalo - Vilarinho das Furnas
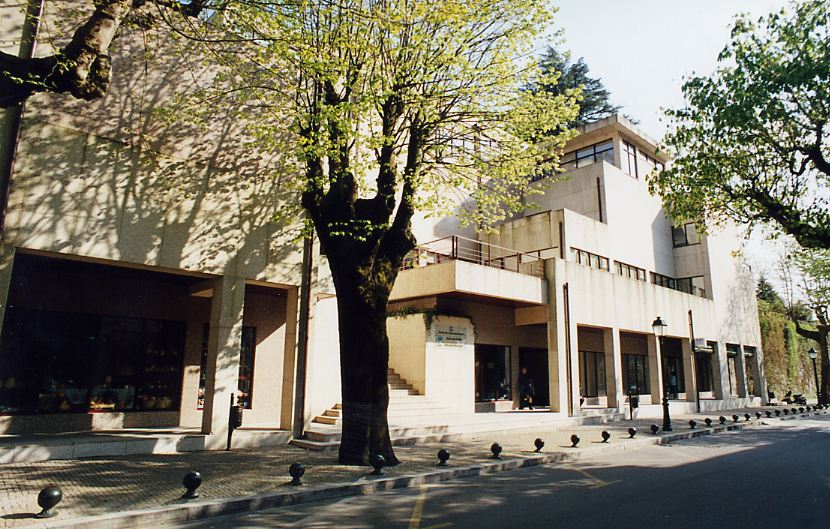
Centro de Animação das Caldas do Gerês - Vila do Gerês
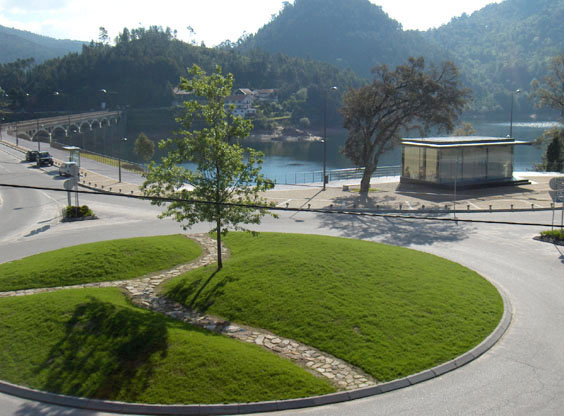
Margens da Albudeira da Caniçada - Rio Caldo
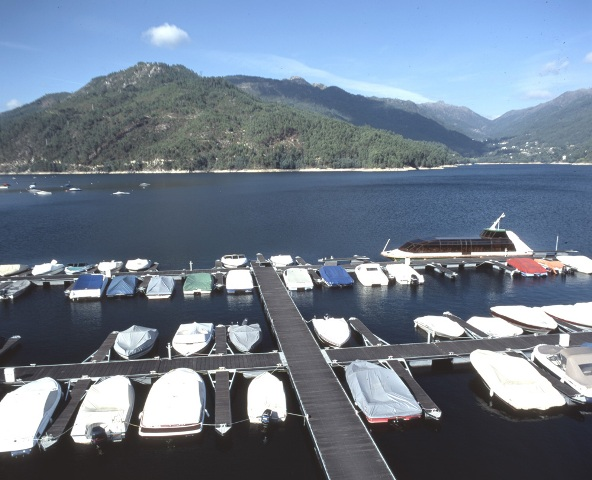
Marina de Rio Caldo - Rio Caldo
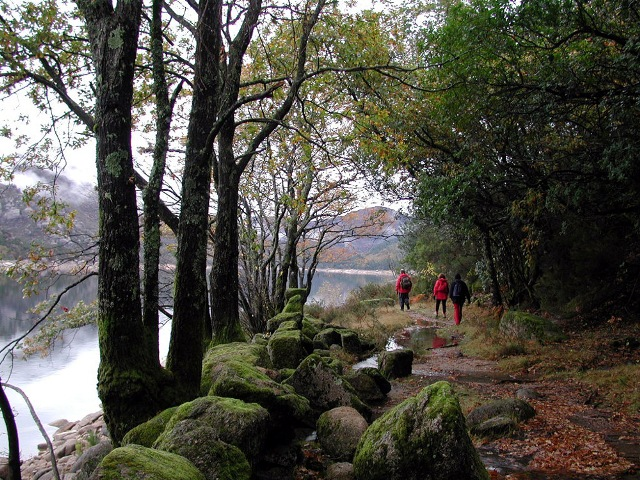
Percurso da Geira, Vilarinho das Furnas - Campo do Gerês
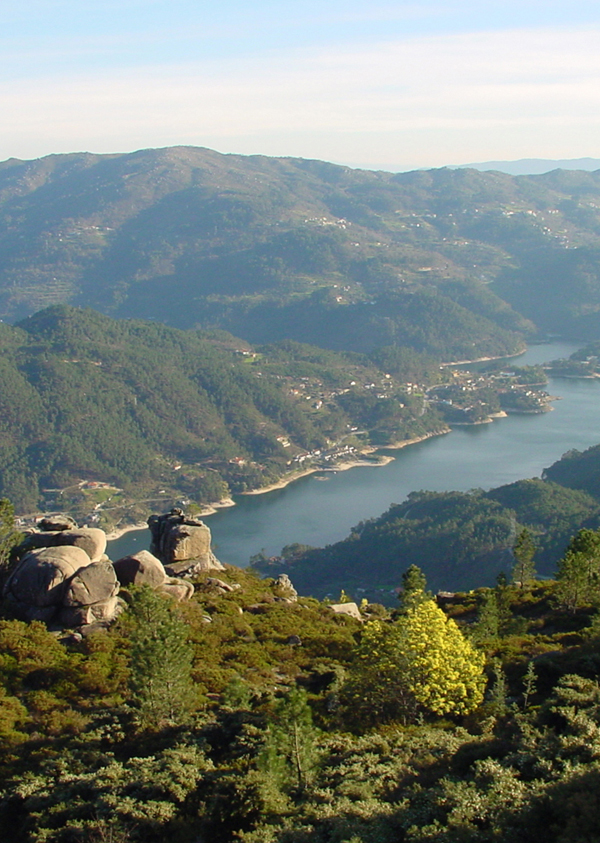
Panorâmica da Albufeira da Caniçada – Vila do Gerês
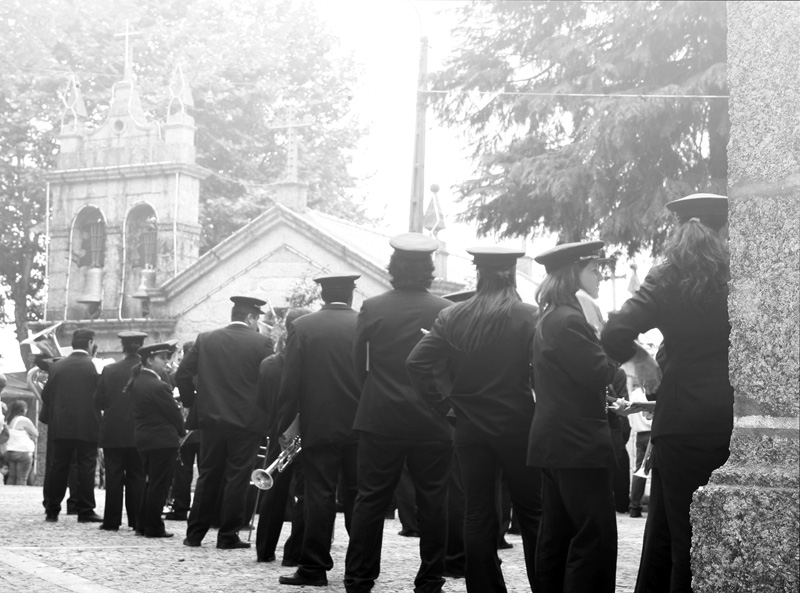
Nossa Senhora do Livramento. Vilar.